# 贾丕钦
贾丕钦（？—？），中国共产党莱阳县早期领导人之一，后变节。

## 生平
1932年5月，原在青岛活动的张静源因身份暴露被省委安排转移到莱阳活动，7月底在海阳县新庄头村重建了中共莱阳县委，张静源任书记。1933年6月，徐元义另立中共莱阳县委，并得到了中共青岛临时市委承认。1933年9月，青岛市委派秘书长李林到莱阳调查处理此事，李林要求两个县委合并，由张静源负责组织新县委。中心县委会议决定撤销中共莱阳中心县委，分别建立中共莱阳县委和中共海阳特支。黄日宾任中共莱阳县委书记，王之风任组织委员，刘仲益任宣传委员，贾丕钦任军事委员。然而徐元义将到莱阳小徐格庄协调合并事宜的张静源在村外杀害。11月初，莱阳县委派姜宗泰等找到徐元义，将其以叛党的名义处决。1934年1月，中共莱阳县委决定改组，拟于2月29日交接工作。
2月17日，贾丕钦被捕变节，向国民政府供出中共在莱阳、海阳、招莱边区的党组织，中共莱阳县委遭破坏，交接工作未能实现。贾丕钦后事不详。

## 备注
1. ↑  也有资料记作“贾佩钦”[1]